# قشرة حركية
القشرة الحركية (بالإنجليزية:  Motor Cortex)‏ هي المنطقة التي تشارك في التخطيط والتحكم من القشرة الدماغية، وتنفّذ الحركات الطوعية المنقولة للدماغ. بشكل عام القشرة الحركية هي منطقة من الفص الجبهي تقع في التلفيف أمام المركزي.
إذا نظرنا إلى المخ البشري من الجانب، فإن أهم الملامح الظاهرية فيه هو الشق أو الأخدود العميق، الذي يجري هابطاً إلى أسفل وإلى الأمام، من القمة، في اتجاه الفص الصدغي للمخ. ويسمى الإفريز الذي يوجد أمام الشق، ((أفريوان)) من نسيج المخ.
ويسمى الإفرير الذي يوجد أمام الشق بالأفرير قبل المركزي، وله أهمية كبيرة لأن قشرته تحتوي على الخلايا العصبية التي تتحكم في الحركات الإرادية للعضلات ،ويسمي هذا الجزء عادةً بالقشرة الحركية نظراً لأنه هو الذي يجعل العضلات تتحرك.

## بعض المصادر
- Motor Cortex

{